# Azeitona
A azeitona ou oliva é o fruto da oliveira (Olea europaea) com grande importância agrícola na região mediterrânea como fonte de azeite.

## Gastronomia

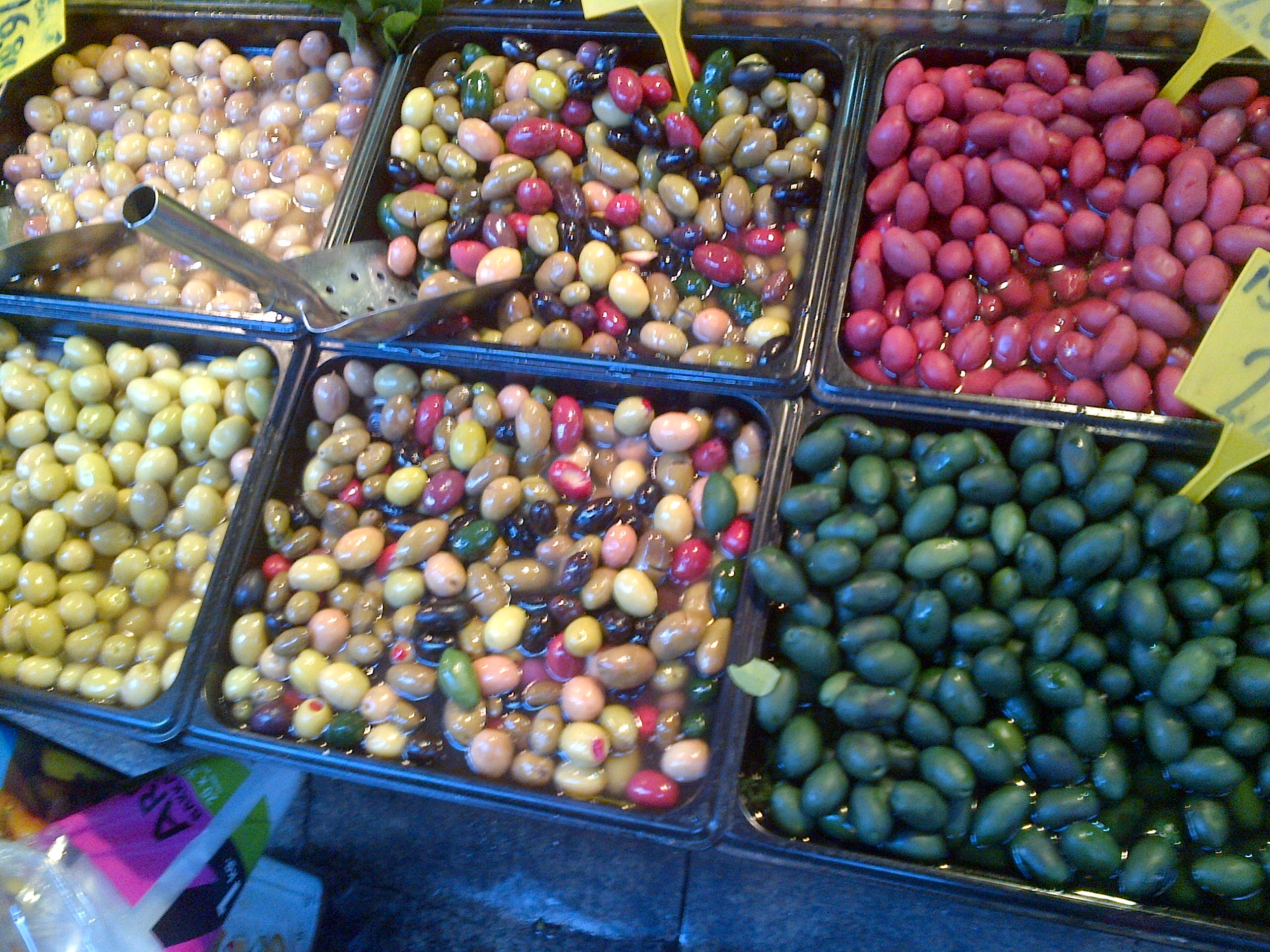
Azeitonas coloridas, na moda há vários anos na Turquia, no mercado histórico de Kadıköy, Istambul.

A sua coloração varia do verde aos tons acinzentados, dourados, castanho-claros, roxos ou pretos. Quanto mais escuro, mais tempo o fruto maturou no pé.

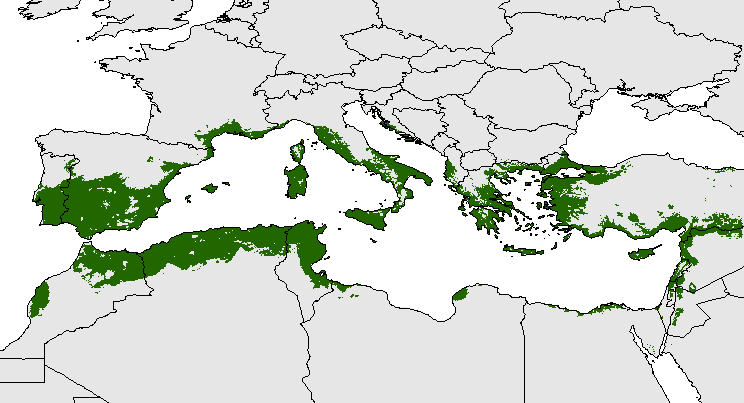
Distribuição potencial de oliveiras na bacia do Mediterrâneo. A oliveira é um indicador biológico da região do Mediterrâneo. (Oteros, 2014)

Cerca de 25% de sua composição é azeite de azeitona. E como todos os óleos vegetais, não contém colesterol sendo rico em ácidos graxos insaturados que são benéficos para incrementar os níveis do "bom colesterol" (HDL). Apesar de benéfica, a azeitona contém gordura, tornando-a muito calórica. Nutricionistas recomendam consumir o fruto moderadamente como aperitivo ou  acrescentá-lo a pratos com carnes, massas, saladas, etc.
Quando própria para consumo, a azeitona retirada do pé precisa ser processada. Um dos processos utilizados é próprio da região do Algarve e dá origem às azeitonas de sal.
Azeitonas de sal  forma de preparo das azeitonas na região do Algarve. Como se sabe, este fruto não é doce e é utilizado como petisco ou como tempero; porém antes do seu consumo é necessário curtir a azeitona ou  processá-la para remoção do amargor característico.
Uma das formas de processar a azeitona é deixá-la imersa em água durante vários dias, porém no Algarve acrescenta-se sal de cozinha a água da curtimenta. Para a azeitona não ficar salgada é depois passada por água a ferver e novamente imersa em água e, finalmente. temperada com ervas aromáticas e demais especiarias.
Uma outra forma de consumir o fruto pode ser através de seu processamento em azeite, onde o fruto é prensado  dando origem ao sumo.
Azeitonas De'monteco ou Azeitonas suecas, são  uma variedade de azeitonas azul e roxa, pouco comercializadas devido a baixa produção e do alto custo, pois exige-se um clima frio para seu cultivo. É  encontrada na Europa e na Ásia utilizado na Pasta Papal e em receitas da culinária asiática.
Na gastronomia portuguesa, a azeitona é  utilizada como aperitivo mas também como ingrediente de pratos típicos tais como bacalhau à Gomes de Sá.

### Azeite
O azeite é um produto alimentar produzido a partir da azeitona.
Um alimento antigo, clássico da culinária contemporânea, regular na dieta mediterrânea. Presente nos dias actuais em grande parte das cozinhas, é muito benéfico para a saúde e adiciona aos pratos  um sabor e aroma peculiares.

A região oleícola mediterrânea é responsável por 95% da produção mundial de azeite favorecida pelas suas condições climáticas propícias ao cultivo das oliveiras.

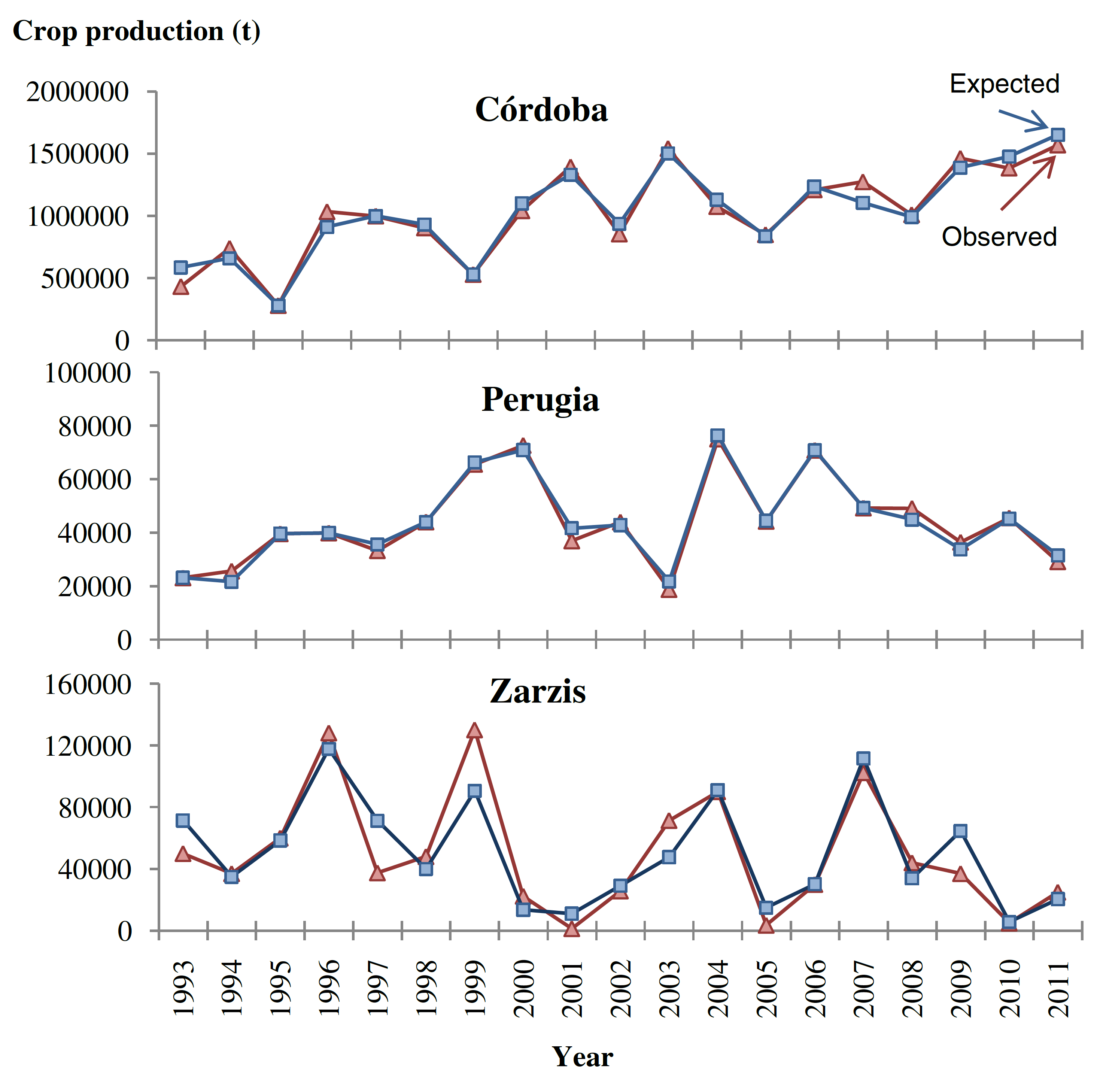
Pronóstico da colheita da azeitona com el Método aerobiológico (Oteros et al., 2014)

## Valor nutricional
Cada 100 gramas de azeitonas verdes em conserva contém:
- Calorias - 140kcal
- Proteínas - 1,0 g
- Gorduras - 10g
- Vitamina A - 250 U.l.
- Vitamina B1 (Tiamina) - 10 mcg
- Vitamina B2 (Riboflavina) - 15 mcg
- Vitamina C (Ácido ascórbico) - 6 mg

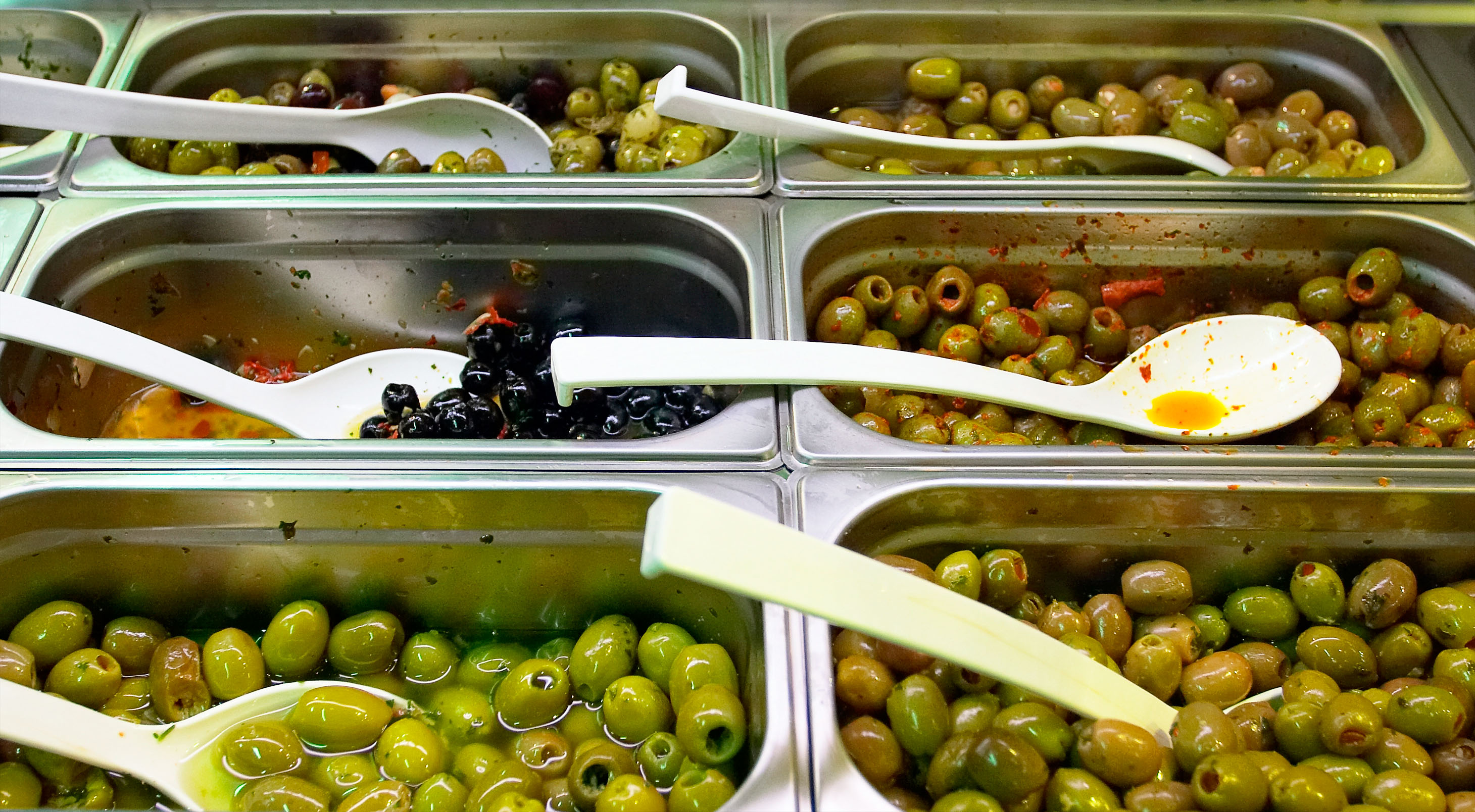
Variedade de azeitonas expostas em um tabuleiro de mercado.

- Potássio - 19,8 mg
- Sódio - 1347,2 mg
- Cálcio - 45,6 mg
- Fósforo - 5,4 mg
- Silício - 6 mg
- Magnésio - 5 mg
- Cloro - 4 mg
- Ferro - 1 mg

## Comercialização de azeitonas
No comércio, as azeitonas podem ser encontradas em conserva, enlatadas ou a granel das quais seguem alguns exemplos:
- Azeitona Verde
- Azeitona Verde (em conserva)
- Azeitona Verde Recheada (em conserva)
- Azeitona Verde sem caroço (em conserva)
- Azeitona Azul (em conserva)
- Azeitona Azul sem caroço (em conserva)
- Azeitona Preta
- Azeitona Preta (em conserva)
- Azeitona picada (preta ou verde em conserva)
- Pasta de azeitona

## Produção mundial
| 10 Principais Países produtores de Azeitonas Ano 2018 Fonte: FAOSTAT (FAO) |               |                |             |                    |                        |
| Ranking                                                                    | País          | Produção (ton) | Porcentagem | Área Plantada (ha) | Produtividade (ton/ha) |
| 1º                                                                         | Espanha       | 9 819 569      | 46,6%       | 2 579 001          | 3,8                    |
| 2º                                                                         | Itália        | 1 877 222      | 8,9%        | 1 147 505          | 1,6                    |
| 3º                                                                         | Marrocos      | 1 561 465      | 7,4%        | 1 045 186          | 1,5                    |
| 4º                                                                         | Turquia       | 1 500 467      | 7,1%        | 864 428            | 1,7                    |
| 5º                                                                         | Grécia        | 1 079 080      | 5,1%        | 963 120            | 1,1                    |
| 6º                                                                         | Argélia       | 860 784        | 4,1%        | 431 009            | 2,0                    |
| 7º                                                                         | Tunísia       | 825 467        | 3,9%        | 1 528 028          | 0,5                    |
| 8º                                                                         | Egito         | 768 176        | 3,6%        | 73 774             | 10,4                   |
| 9º                                                                         | Portugal      | 740 151        | 3,5%        | 361 483            | 2,0                    |
| 10º                                                                        | Síria         | 400 000        | 1,9%        | 700 000            | 0,6                    |
|                                                                            | Total Mundial | 86 142 200     | 100%        | 4 904 304          | 2,0                    |